# Sericoptera flavifimbria
Sericoptera flavifimbria là một loài bướm đêm trong họ Geometridae.